# Adesmia longipes
Adesmia longipes är en ärtväxtart som beskrevs av Rodolfo Amando Philippi. Adesmia longipes ingår i släktet Adesmia och familjen ärtväxter. Inga underarter finns listade i Catalogue of Life.